# I Need You (The Beatles)
I Need You (Ho bisogno di te) è un brano dei Beatles scritto da George Harrison, comparso sull'album Help! e nell'omonimo film.

## Il brano
È stato il secondo brano composto da George Harrison, dopo Don't Bother Me di With the Beatles del 1963. È stato dedicato all'allora fidanzata Pattie Boyd, che sposerà nel 1966 ma dalla quale divorzierà nel 1974. La canzone è caratterizzata dal pedale del volume, usato anche a Yes It Is, che, assieme ad Another Girl, è stata registrata nello stesso giorno. Harrison probabilmente non l'ha apprezzata particolarmente, dato che non ne ha nemmeno fatto cenno nella sua autobiografia I Me Mine del 1980.

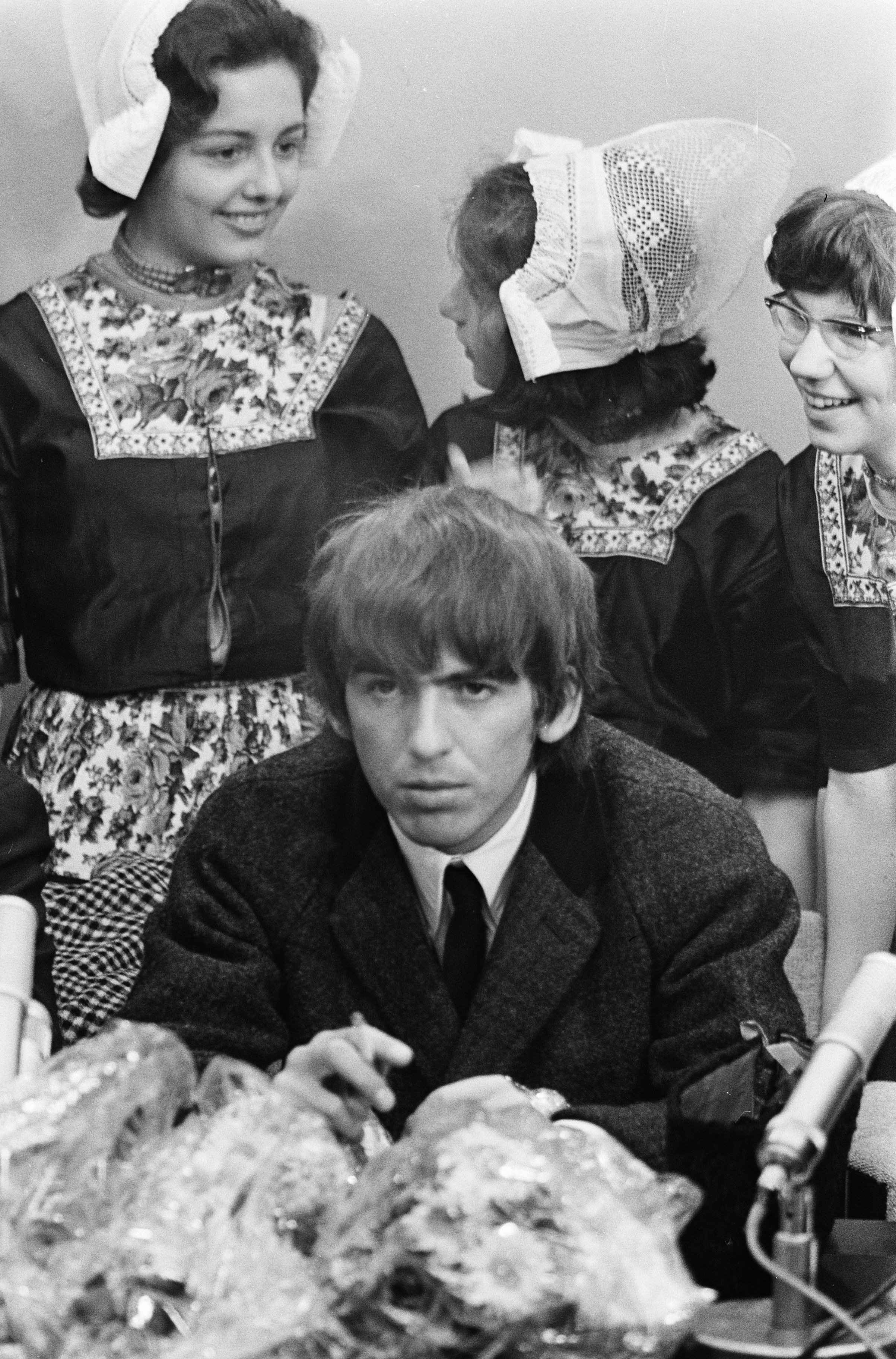
George Harrison, autore del brano

La base ritmica venne registrata il 15 febbraio 1965, il primo giorno di lavorazione dell'anno, su 5 nastri. In quest'occasione Ringo Starr "suonava" il retro di una chitarra acustica Gibson Jumbo, e John Lennon un rullante sugli accenti forti del brano, da quanto riportato da George Martin sul libro Playback. Su tutti i nastri vennero sovraincise delle voci, eccetto sul quinto. Il quarto venne utilizzato l'indomani per la sovraincisione di nuove voci, di una chitarra a 12 corde Rickenbacker suonata da George con il pedale ed il campanaccio suonato da Ringo. Il 16 fu anche il primo giorno di lavorazione al singolo Ticket to Ride, per via della registrazione del brano Yes It Is. Lo stesso giorno venne completata Another Girl, che era stata iniziata, come I Need You, il 15.
Nell'album Help! appare al terzo posto del lato A, fra The Night Before e Another Girl. Nel film Help! viene eseguita, assieme a The Night Before, in una scena ambientata alla Piana di Salisbury.
Tom Petty e gli Heartbreakers ne hanno eseguita una versione al Concert for George, in seguito inclusa nell'omonimo album.

## Formazione
- George Harrison: voce, chitarra a 12 corde, chitarra acustica
- Paul McCartney: cori, basso elettrico
- John Lennon: cori, chitarra acustica, rullante
- Ringo Starr: campanaccio, percussioni[4]